# Hampden County
Hampden County je okres amerického státu Massachusetts založený v roce 1812. Hlavním městem je Springfield. Pojmenovaný je podle anglického politika Johna Hampdena (1595–1643).

## Sousední okresy
| Růžice kompasu |                                 | Hampshire County              |                              | Růžice kompasu |
| Růžice kompasu | Berkshire County                | Sever                         | Worcester County             | Růžice kompasu |
| Růžice kompasu | Berkshire County                | Hampden County                | Worcester County             | Růžice kompasu |
| Růžice kompasu | Berkshire County                | Jih                           | Worcester County             | Růžice kompasu |
| Růžice kompasu | Litchfield County (Connecticut) | Hartford County (Connecticut) | Tolland County (Connecticut) | Růžice kompasu |

## Města
- Agawam
- Blandford
- Brimfield
- Chester
- Chicopee
- East Longmeadow
- Granville
- Hampden
- Holland
- Holyoke
- Longmeadow
- Ludlow
- Monson
- Montgomery
- Palmer
- Russell
- Southwick
- Springfield
- Tolland
- Wales
- West Springfield
- Westfield
- Wilbraham